# سیارک ۱۶۰۴۶
سیارک ۱۶۰۴۶ (به انگلیسی: 16046 Gregnorman، نامگذاری:1999JK) شانزده هزار و چهل و ششمین سیارک کشف شده‌است که در ۵ مه ۱۹۹۹ کشف شد.
قدر مطلق سیارک برابر ۱۴٫۱۰ است.